# ステイシー・マック
ステイシー・マック（Stacey Mack 1975年6月26日- ）はフロリダ州オーランド出身のアメリカンフットボール選手。ポジションはランニングバック。

## 経歴
コミュニティカレッジで1995年から1997年までプレーした後、テンプル大学に進学し、1999年にジャクソンビル・ジャガーズにドラフト外フリーーエージェントで加入した。
2001年の第2週にフレッド・テイラーが故障した後、先発RBとしてプレーしたが、シアトル・シーホークス戦で2ファンブルを犯し先発から外された。その後フランク・モローが先発RBとして起用されたが新人のエルビス・ジョセフとともに先発RBとしては期待できず、再び先発RBに復帰した。シーズン終盤のミネソタ・バイキングス戦では27回のランで111ヤードを走り2タッチダウンをあげた。
2002年5月、制限付きフリーエージェントとなっていた彼はジャガーズと再契約を結んだ。
ジャガーズでは2002年までの4シーズンで372回のキャリーで1,498ヤードを獲得、19タッチダウンをあげた。また34回のレシーブで244ヤードを獲得、1タッチダウンをあげている
2003年4月にヒューストン・テキサンズと契約を結んだ。当時のテキサンズのゼネラルマネージャーのチャーリー・キャサリーはパワフルランニングバックと彼を評した。